# Puchar Świata w biegach narciarskich 2009/2010
Sezon 2009/2010 Pucharu Świata w biegach narciarskich rozpoczął się 21 listopada 2009 w norweskim Beitostølen, a ostatnie zawody z tego cyklu odbyły się 21 marca 2010 we szwedzkim kurorcie Falun. W porównaniu do poprzedniego sezonu nie odbyły się zawody w Gällivare, La Clusaz, Valdidentro i Trondheim, a zamiast nich zostały zorganizowane zawody w takich miejscach jak: Rogla, Toblach, Canmore. Do kalendarza Pucharu Świata wróciły zawody w Drammen oraz w Oslo. Finał PŚ odbył się w Sztokholmie i Falun.
Ostateczny kalendarz zawodów został zatwierdzony dnia 24 maja 2009 roku w chorwackim Dubrowniku.
Puchar Świata rozegrany został w 11 krajach i 16 miastach na 2 kontynentach. W trzech miejscowościach odbyły się trzy konkursy. Pierwszy raz zdarzyło się to podczas Tour de Ski w niemieckim Oberhofie. Pod koniec stycznia w rosyjskim Rybińsku rozegrane zostały dwa konkursy indywidualne i jedna sztafeta. Ostatni potrójny start w jednym mieście odbył się pod koniec sezonu w finałowych zawodach w Falun.
Obrończynią kryształowej kuli była Polka Justyna Kowalczyk wśród kobiet i Dario Cologna ze Szwajcarii wśród mężczyzn. W tym sezonie Justyna Kowalczyk obroniła trofeum sprzed roku, dodatkowo zwyciężając w klasyfikacjach sprintu i biegów dystansowych, a wśród mężczyzn triumfował Norweg Petter Northug.

## Zwycięzcy

### Kobiety

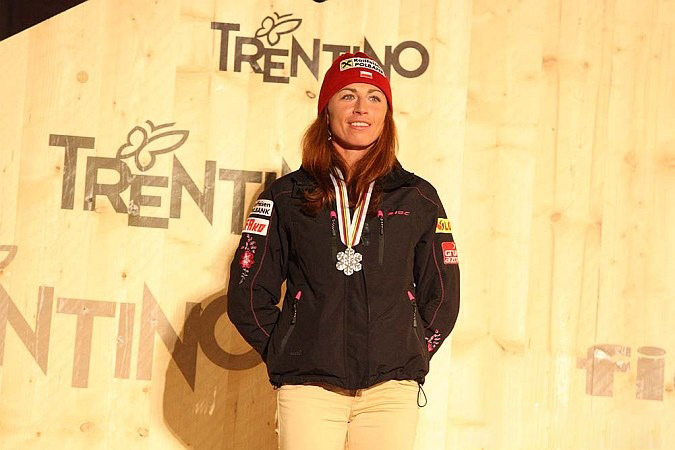
Justyna Kowalczyk – zwyciężczyni klasyfikacji generalnej Pucharu Świata, zwyciężczyni Tour de Ski, zwyciężczyni klasyfikacji biegów dystansowych, zwyciężczyni klasyfikacji sprintów
Reprezentacja Norwegii – zwycięzca klasyfikacji Pucharu Narodów

### Mężczyźni

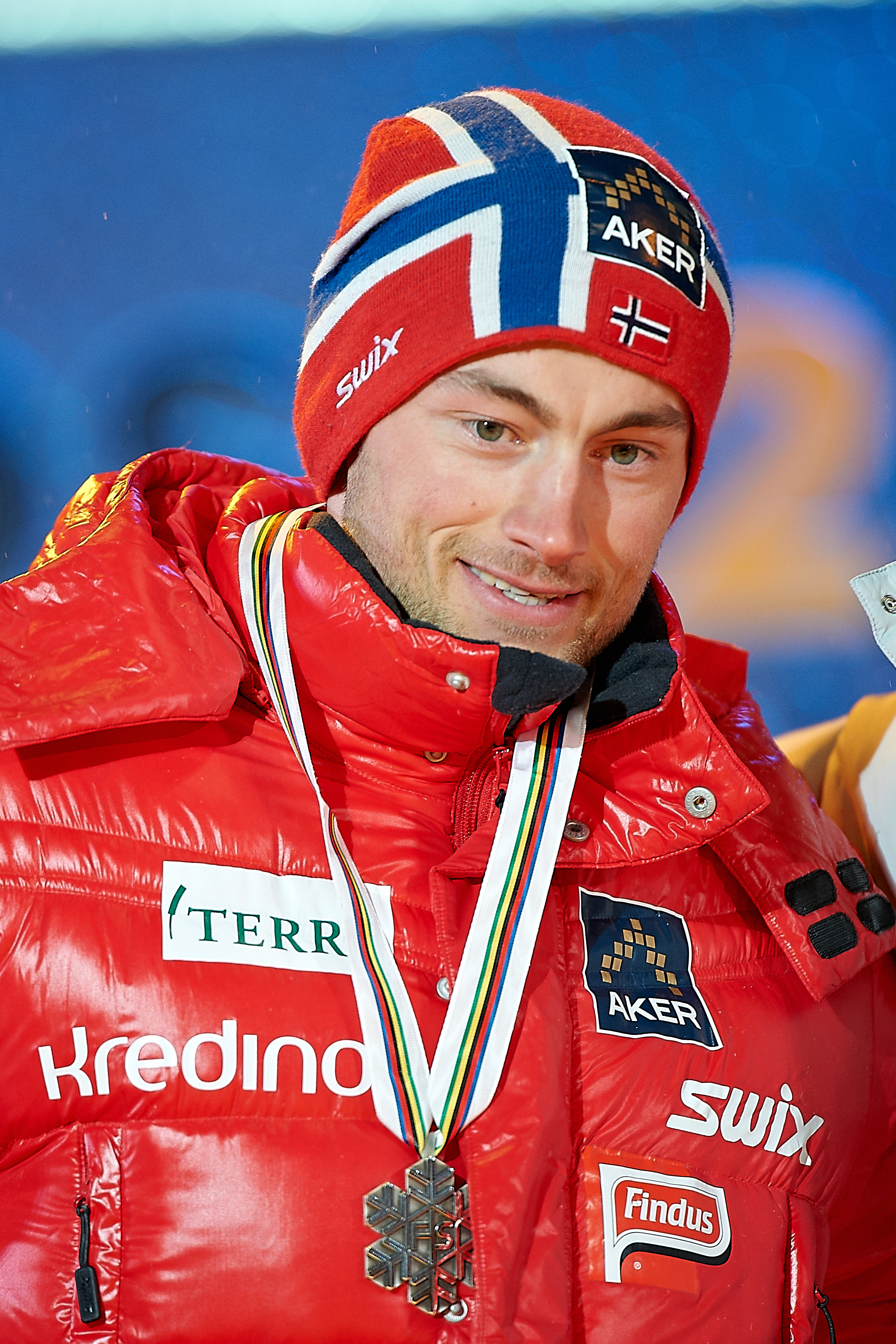
Petter Northug – zwycięzca klasyfikacji generalnej Pucharu Świata, zwycięzca klasyfikacji biegów dystansowych
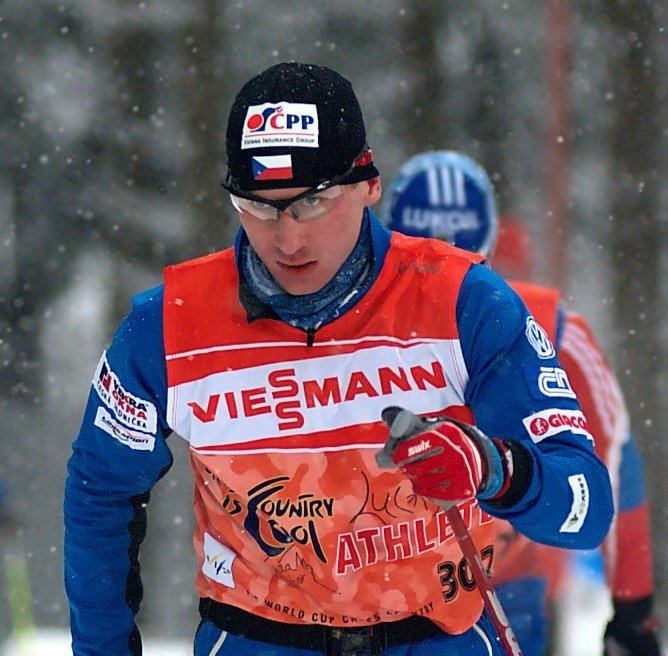
Lukáš Bauer – zwycięzca Tour de Ski
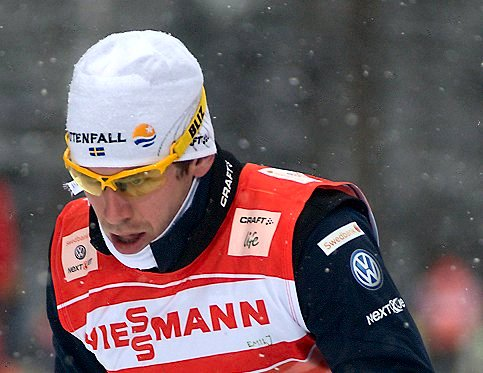
Emil Jönsson – zwycięzca klasyfikacji sprintu
Reprezentacja Norwegii – zwycięzca klasyfikacji Pucharu Narodów

## Kalendarz i wyniki

### Kobiety
| Lp.                                                                         | Miejscowość                                           | Dystans                                               | Data                                                  | 1. miejsce                                                                                | 2. miejsce                                                                            | 3. miejsce                                                                            |
| --------------------------------------------------------------------------- | ----------------------------------------------------- | ----------------------------------------------------- | ----------------------------------------------------- | ----------------------------------------------------------------------------------------- | ------------------------------------------------------------------------------------- | ------------------------------------------------------------------------------------- |
| 1.                                                                          | Beitostølen                                           | 10 km s. dowolnym                                     | 21 listopada 2009                                     | Marit Bjørgen                                                                             | Charlotte Kalla                                                                       | Anna Haag                                                                             |
| 2.                                                                          | Beitostølen                                           | Sztafeta 4×5 km                                       | 22 listopada 2009                                     | Szwecja Anna Olsson · Sara Lindborg · Anna Haag · Charlotte Kalla                         | Norwegia I Vibeke Skofterud · Therese Johaug · Kristin Størmer Steira · Marit Bjørgen | Finlandia Pirjo Muranen · Virpi Kuitunen · Riitta-Liisa Roponen · Aino-Kaisa Saarinen |
| 3.                                                                          | Ruka                                                  | Sprint s. klasycznym                                  | 28 listopada 2009                                     | Justyna Kowalczyk                                                                         | Petra Majdič                                                                          | Alena Procházková                                                                     |
| 4.                                                                          | Ruka                                                  | 10 km s. klasycznym                                   | 29 listopada 2009                                     | Aino-Kaisa Saarinen                                                                       | Irina Chazowa                                                                         | Vibeke Skofterud                                                                      |
| 5.                                                                          | Düsseldorf                                            | Sprint s. dowolnym                                    | 5 grudnia 2009                                        | Hanna Falk                                                                                | Natalja Korostielowa                                                                  | Vesna Fabjan                                                                          |
| 6.                                                                          | Düsseldorf                                            | Sprint drużynowy s. dowolnym                          | 6 grudnia 2009                                        | Włochy I Magda Genuin · Arianna Follis                                                    | Szwecja I Ida Ingemarsdotter · Hanna Falk                                             | Norwegia I Celine Brun-Lie · Maiken Caspersen Falla                                   |
| 7.                                                                          | Davos                                                 | 10 km s. dowolnym                                     | 12 grudnia 2009                                       | Irina Chazowa                                                                             | Charlotte Kalla                                                                       | Kristina Šmigun-Vähi                                                                  |
| 8.                                                                          | Davos                                                 | Sprint s. dowolnym                                    | 13 grudnia 2009                                       | Petra Majdič                                                                              | Marit Bjørgen                                                                         | Aino-Kaisa Saarinen                                                                   |
| 9.                                                                          | Rogla                                                 | Sprint s. klasycznym                                  | 19 grudnia 2009                                       | Marit Bjørgen                                                                             | Justyna Kowalczyk                                                                     | Petra Majdič                                                                          |
| 10.                                                                         | Rogla                                                 | 15 km s. klasycznym (start masowy)                    | 20 grudnia 2009                                       | Justyna Kowalczyk                                                                         | Marit Bjørgen                                                                         | Anna Haag                                                                             |
| Tour de Ski (1–10 stycznia 2010)                                            |                                                       |                                                       |                                                       |                                                                                           |                                                                                       |                                                                                       |
|                                                                             | Oberhof                                               | 2,8 km s. dowolnym (prolog)                           | 1 stycznia 2010                                       | Petra Majdič                                                                              | Natalja Korostielowa                                                                  | Justyna Kowalczyk                                                                     |
|                                                                             | Oberhof                                               | 10 km s. klasycznym (bieg pościgowy)                  | 2 stycznia 2010                                       | Justyna Kowalczyk                                                                         | Aino-Kaisa Saarinen                                                                   | Kristin Størmer Steira                                                                |
|                                                                             | Oberhof                                               | Sprint s. klasycznym                                  | 3 stycznia 2010                                       | Petra Majdič                                                                              | Justyna Kowalczyk                                                                     | Aino-Kaisa Saarinen                                                                   |
|                                                                             | Praga                                                 | Sprint s. dowolnym                                    | 4 stycznia 2010                                       | Natalja Korostielowa                                                                      | Celine Brun-Lie                                                                       | Alena Procházková                                                                     |
|                                                                             | Toblach                                               | 16 km s. dowolnym (bieg pościgowy)                    | 6 stycznia 2010                                       | Arianna Follis                                                                            | Petra Majdič                                                                          | Justyna Kowalczyk                                                                     |
|                                                                             | Toblach                                               | 5 km s. klasycznym                                    | 7 stycznia 2010                                       | Justyna Kowalczyk                                                                         | Aino-Kaisa Saarinen                                                                   | Petra Majdič                                                                          |
|                                                                             | Val di Fiemme                                         | 10 km s. klasycznym (start masowy)                    | 9 stycznia 2010                                       | Petra Majdič                                                                              | Jelena Kołomina                                                                       | Marianna Longa                                                                        |
|                                                                             | Val di Fiemme                                         | 9 km s. dowolnym (bieg pościgowy)                     | 10 stycznia 2010                                      | Kristin Størmer Steira                                                                    | Riitta-Liisa Roponen                                                                  | Jewgienija Miedwiediewa                                                               |
| 11.                                                                         | Tour de Ski 2010 – klasyfikacja końcowa               | Tour de Ski 2010 – klasyfikacja końcowa               | Tour de Ski 2010 – klasyfikacja końcowa               | Justyna Kowalczyk                                                                         | Petra Majdič                                                                          | Arianna Follis                                                                        |
| Zakończenie Tour de Ski                                                     |                                                       |                                                       |                                                       |                                                                                           |                                                                                       |                                                                                       |
| 12.                                                                         | Otepää                                                | 10 km s. klasycznym                                   | 16 stycznia 2010                                      | Justyna Kowalczyk                                                                         | Marit Bjørgen                                                                         | Aino-Kaisa Saarinen                                                                   |
| 13.                                                                         | Otepää                                                | Sprint s. klasycznym                                  | 17 stycznia 2010                                      | Hanna Falk                                                                                | Petra Majdič                                                                          | Aino-Kaisa Saarinen                                                                   |
| 14.                                                                         | Rybińsk                                               | Sprint s. dowolnym                                    | 22 stycznia 2010                                      | Vesna Fabjan                                                                              | Magda Genuin                                                                          | Justyna Kowalczyk                                                                     |
| 15.                                                                         | Rybińsk                                               | 15 km bieg łączony                                    | 23 stycznia 2010                                      | Justyna Kowalczyk                                                                         | Evi Sachenbacher-Stehle                                                               | Olga Szczuczkina                                                                      |
| 16.                                                                         | Rybińsk                                               | Sprint drużynowy s. dowolnym                          | 24 stycznia 2010                                      | Niemcy I Stefanie Böhler · Evi Sachenbacher-Stehle                                        | Słowenia Katja Višnar · Vesna Fabjan                                                  | Rosja I Irina Chazowa · Olga Roczewa                                                  |
| 17.                                                                         | Canmore                                               | 10 km s. dowolnym                                     | 5 lutego 2010                                         | Charlotte Kalla                                                                           | Justyna Kowalczyk                                                                     | Irina Chazowa                                                                         |
| 18.                                                                         | Canmore                                               | Sprint s. klasycznym                                  | 6 lutego 2010                                         | Justyna Kowalczyk                                                                         | Ida Ingemarsdotter                                                                    | Sara Renner                                                                           |
| Zimowe Igrzyska Olimpijskie 2010 w Vancouver (Whistler) (12–28 lutego 2010) |                                                       |                                                       |                                                       |                                                                                           |                                                                                       |                                                                                       |
| 19.                                                                         | Lahti                                                 | 15 km bieg łączony                                    | 6 marca 2010                                          | Marit Bjørgen                                                                             | Justyna Kowalczyk                                                                     | Therese Johaug                                                                        |
| 20.                                                                         | Lahti                                                 | Sztafeta 4×5 km                                       | 7 marca 2010                                          | Norwegia I Marthe Kristoffersen · Therese Johaug · Kristin Størmer Steira · Marit Bjørgen | Niemcy Nicole Fessel · Katrin Zeller · Miriam Gössner · Evi Sachenbacher-Stehle       | Włochy Marianna Longa · Antonella Confortola-Wyatt · Sabina Valbusa · Arianna Follis  |
| 21.                                                                         | Drammen                                               | Sprint s. klasycznym                                  | 11 marca 2010                                         | Marit Bjørgen                                                                             | Aino-Kaisa Saarinen                                                                   | Pirjo Muranen                                                                         |
| 22.                                                                         | Oslo                                                  | 30 km s. dowolnym (start masowy)                      | 13 marca 2010                                         | Marit Bjørgen                                                                             | Kristin Størmer Steira                                                                | Therese Johaug                                                                        |
| 23.                                                                         | Oslo                                                  | Sprint s. dowolnym                                    | 14 marca 2010                                         | Marit Bjørgen                                                                             | Kikkan Randall                                                                        | Natalja Korostielowa                                                                  |
| Finał Pucharu Świata (17–21 marca 2010)                                     |                                                       |                                                       |                                                       |                                                                                           |                                                                                       |                                                                                       |
|                                                                             | Sztokholm                                             | Sprint s. klasycznym                                  | 17 marca 2010                                         | Anna Olsson                                                                               | Justyna Kowalczyk                                                                     | Marit Bjørgen                                                                         |
|                                                                             | Falun                                                 | 2,5 km s. klasycznym (prolog)                         | 19 marca 2010                                         | Justyna Kowalczyk                                                                         | Marit Bjørgen                                                                         | Charlotte Kalla                                                                       |
|                                                                             | Falun                                                 | 10 km bieg łączony                                    | 20 marca 2010                                         | Marit Bjørgen                                                                             | Kristin Størmer Steira                                                                | Therese Johaug                                                                        |
|                                                                             | Falun                                                 | 10 km s. dowolnym (bieg pościgowy)                    | 21 marca 2010                                         | Charlotte Kalla                                                                           | Kristin Størmer Steira                                                                | Kristina Šmigun-Vähi                                                                  |
| 25.                                                                         | Finał Pucharu Świata 2009/2010 – klasyfikacja końcowa | Finał Pucharu Świata 2009/2010 – klasyfikacja końcowa | Finał Pucharu Świata 2009/2010 – klasyfikacja końcowa | Marit Bjørgen                                                                             | Justyna Kowalczyk                                                                     | Charlotte Kalla                                                                       |
| Zakończenie Finału Pucharu Świata                                           |                                                       |                                                       |                                                       |                                                                                           |                                                                                       |                                                                                       |
| Zakończenie Sezonu 2009/2010                                                |                                                       |                                                       |                                                       |                                                                                           |                                                                                       |                                                                                       |

### Mężczyźni
| Lp.                                                                           | Miejscowość                                           | Dystans                                               | Data                                                  | 1. miejsce                                                                           | 2. miejsce                                                                                | 3. miejsce                                                                 |
| ----------------------------------------------------------------------------- | ----------------------------------------------------- | ----------------------------------------------------- | ----------------------------------------------------- | ------------------------------------------------------------------------------------ | ----------------------------------------------------------------------------------------- | -------------------------------------------------------------------------- |
| 1.                                                                            | Beitostølen                                           | 15 km s. dowolnym                                     | 21 listopada 2009                                     | Ronny Hafsås                                                                         | Vincent Vittoz                                                                            | Matti Heikkinen                                                            |
| 2.                                                                            | Beitostølen                                           | Sztafeta 4×10 km                                      | 22 listopada 2009                                     | Norwegia I Eldar Rønning · Martin Johnsrud Sundby · Ronny Hafsås · Petter Northug    | Rosja I Maksim Wylegżanin · Nikołaj Pankratow · Aleksandr Legkow · Ilja Czernousow        | Niemcy Jens Filbrich · Axel Teichmann · René Sommerfeldt · Tobias Angerer  |
| 3.                                                                            | Ruka                                                  | Sprint s. klasycznym                                  | 28 listopada 2009                                     | Ola Vigen Hattestad                                                                  | Øystein Pettersen                                                                         | Nikita Kriukow                                                             |
| 4.                                                                            | Ruka                                                  | 15 km s. klasycznym                                   | 29 listopada 2009                                     | Petter Northug                                                                       | Maksim Wylegżanin                                                                         | Aleksandr Legkow                                                           |
| 5.                                                                            | Düsseldorf                                            | Sprint s. dowolnym                                    | 5 grudnia 2009                                        | Aleksiej Pietuchow                                                                   | Anders Gløersen                                                                           | Eirik Brandsdal                                                            |
| 6.                                                                            | Düsseldorf                                            | Sprint drużynowy s. dowolnym                          | 6 grudnia 2009                                        | Rosja I Nikołaj Moriłow · Aleksiej Pietuchow                                         | Norwegia I Eirik Brandsdal · Anders Gløersen                                              | Szwecja II Robin Bryntesson · Björn Lind                                   |
| 7.                                                                            | Davos                                                 | 15 km s. dowolnym                                     | 12 grudnia 2009                                       | Matti Heikkinen                                                                      | Marcus Hellner                                                                            | Maurice Manificat                                                          |
| 8.                                                                            | Davos                                                 | Sprint s. dowolnym                                    | 13 grudnia 2009                                       | John Kristian Dahl                                                                   | Petter Northug                                                                            | Aleksiej Pietuchow                                                         |
| 9.                                                                            | Rogla                                                 | Sprint s. klasycznym                                  | 19 grudnia 2009                                       | Petter Northug                                                                       | Tobias Angerer                                                                            | Jesper Modin                                                               |
| 10.                                                                           | Rogla                                                 | 30 km s. klasycznym (start masowy)                    | 20 grudnia 2009                                       | Petter Northug                                                                       | Aleksandr Legkow                                                                          | Maksim Wylegżanin                                                          |
| Tour de Ski (1–10 stycznia 2010)                                              |                                                       |                                                       |                                                       |                                                                                      |                                                                                           |                                                                            |
|                                                                               | Oberhof                                               | 3,7 km s. dowolnym (prolog)                           | 1 stycznia 2010                                       | Petter Northug                                                                       | Marcus Hellner                                                                            | Axel Teichmann                                                             |
|                                                                               | Oberhof                                               | 15 km s. klasycznym (bieg pościgowy)                  | 2 stycznia 2010                                       | Petter Northug                                                                       | Maksim Wylegżanin                                                                         | Matti Heikkinen                                                            |
|                                                                               | Oberhof                                               | Sprint s. klasycznym                                  | 3 stycznia 2010                                       | Eldar Rønning                                                                        | Petter Northug                                                                            | Axel Teichmann                                                             |
|                                                                               | Praga                                                 | Sprint s. dowolnym                                    | 4 stycznia 2010                                       | Emil Jönsson                                                                         | Marcus Hellner                                                                            | Simen Østensen                                                             |
|                                                                               | Cortina d’Ampezzo – Toblach                           | 36 km s. dowolnym (bieg pościgowy)                    | 6 stycznia 2010                                       | Petter Northug                                                                       | Dario Cologna                                                                             | Marcus Hellner                                                             |
|                                                                               | Toblach                                               | 10 km s. klasycznym                                   | 7 stycznia 2010                                       | Daniel Richardsson                                                                   | Lukáš Bauer                                                                               | Petter Northug                                                             |
|                                                                               | Val di Fiemme                                         | 20 km s. klasycznym (start masowy)                    | 9 stycznia 2010                                       | Lukáš Bauer                                                                          | Petter Northug                                                                            | Axel Teichmann                                                             |
|                                                                               | Val di Fiemme                                         | 10 km s. dowolnym (bieg pościgowy)                    | 10 stycznia 2010                                      | Lukáš Bauer                                                                          | Marcus Hellner                                                                            | Jean-Marc Gaillard                                                         |
| 11.                                                                           | Tour de Ski 2010 – klasyfikacja końcowa               | Tour de Ski 2010 – klasyfikacja końcowa               | Tour de Ski 2010 – klasyfikacja końcowa               | Lukáš Bauer                                                                          | Petter Northug                                                                            | Dario Cologna                                                              |
| Zakończenie Tour de Ski                                                       |                                                       |                                                       |                                                       |                                                                                      |                                                                                           |                                                                            |
| 12.                                                                           | Otepää                                                | 15 km s. klasycznym                                   | 16 stycznia 2010                                      | Lukáš Bauer                                                                          | Andrus Veerpalu                                                                           | Jaak Mae                                                                   |
| 13.                                                                           | Otepää                                                | Sprint s. klasycznym                                  | 17 stycznia 2010                                      | Emil Jönsson                                                                         | Ola Vigen Hattestad                                                                       | Nikita Kriukow                                                             |
| 14.                                                                           | Rybińsk                                               | Sprint s. dowolnym                                    | 22 stycznia 2010                                      | Nikołaj Moriłow                                                                      | Aleksiej Pietuchow                                                                        | Nikita Kriukow                                                             |
| 15.                                                                           | Rybińsk                                               | 30 km bieg łączony                                    | 23 stycznia 2010                                      | Artiom Żmurko                                                                        | Ilja Czernousow                                                                           | Siergiej Szyriajew                                                         |
| 16.                                                                           | Rybińsk                                               | Sprint drużynowy s. dowolnym                          | 24 stycznia 2010                                      | Rosja I Nikołaj Moriłow · Aleksiej Pietuchow                                         | Włochy II Fabio Pasini · Loris Frasnelli                                                  | Niemcy Tim Tscharnke · Josef Wenzl                                         |
| 17.                                                                           | Canmore                                               | 15 km s. dowolnym                                     | 5 lutego 2010                                         | Giorgio Di Centa                                                                     | Pietro Piller Cottrer                                                                     | Dario Cologna                                                              |
| 18.                                                                           | Canmore                                               | Sprint s. klasycznym                                  | 6 lutego 2010                                         | Emil Jönsson                                                                         | John Kristian Dahl                                                                        | Dario Cologna                                                              |
| Zimowe Igrzyska Olimpijskie 2010 w Vancouver (Whistler) (12 – 28 lutego 2010) |                                                       |                                                       |                                                       |                                                                                      |                                                                                           |                                                                            |
| 19.                                                                           | Lahti                                                 | 30 km bieg łączony                                    | 6 marca 2010                                          | Maurice Manificat                                                                    | Lukáš Bauer                                                                               | Ilja Czernousow                                                            |
| 20.                                                                           | Lahti                                                 | Sztafeta 4×10 km                                      | 7 marca 2010                                          | Norwegia II Simen Østensen · Roger Aa Djupvik · Sjur Røthe · Kristian Tettli Rennemo | Norwegia I Eldar Rønning · Martin Johnsrud Sundby · Petter Eliassen · Tord Asle Gjerdalen | Niemcy Hannes Dotzler · Tobias Angerer · Philipp Marschall · Tim Tscharnke |
| 21.                                                                           | Drammen                                               | Sprint s. klasycznym                                  | 11 marca 2010                                         | Emil Jönsson                                                                         | Petter Northug                                                                            | Andrew Newell                                                              |
| 22.                                                                           | Oslo                                                  | 50 km s. dowolnym (start masowy)                      | 13 marca 2010                                         | Petter Northug                                                                       | Pietro Piller Cottrer                                                                     | Vincent Vittoz                                                             |
| 23.                                                                           | Oslo                                                  | Sprint s. dowolnym                                    | 14 marca 2010                                         | Anders Gløersen                                                                      | Aleksiej Pietuchow                                                                        | Marcus Hellner                                                             |
| Finał Pucharu Świata (17–21 marca 2010)                                       |                                                       |                                                       |                                                       |                                                                                      |                                                                                           |                                                                            |
|                                                                               | Sztokholm                                             | Sprint s. klasycznym                                  | 17 marca 2010                                         | Nikita Kriukow                                                                       | Petter Northug                                                                            | Emil Jönsson                                                               |
|                                                                               | Falun                                                 | 3,3 km s. klasycznym (prolog)                         | 19 marca 2010                                         | Dario Cologna                                                                        | Mats Larsson                                                                              | Maksim Wylegżanin                                                          |
|                                                                               | Falun                                                 | 20 km bieg łączony                                    | 20 marca 2010                                         | Petter Northug                                                                       | Tobias Angerer                                                                            | Lukáš Bauer                                                                |
|                                                                               | Falun                                                 | 15 km s. dowolnym (bieg pościgowy)                    | 21 marca 2010                                         | Maurice Manificat                                                                    | Maksim Wylegżanin                                                                         | Vincent Vittoz                                                             |
| 25.                                                                           | Finał Pucharu Świata 2009/2010 – klasyfikacja końcowa | Finał Pucharu Świata 2009/2010 – klasyfikacja końcowa | Finał Pucharu Świata 2009/2010 – klasyfikacja końcowa | Petter Northug                                                                       | Maurice Manificat                                                                         | Marcus Hellner                                                             |
| Zakończenie Finału Pucharu Świata                                             |                                                       |                                                       |                                                       |                                                                                      |                                                                                           |                                                                            |
| Zakończenie Sezonu 2009/2010                                                  |                                                       |                                                       |                                                       |                                                                                      |                                                                                           |                                                                            |

## Klasyfikacje

### Kobiety
| Lp.  | Zawodniczka            | Punkty |
| ---- | ---------------------- | ------ |
| 1.   | Justyna Kowalczyk      | 2064   |
| 2.   | Marit Bjørgen          | 1320   |
| 3.   | Petra Majdič           | 1191   |
| 4.   | Aino-Kaisa Saarinen    | 1123   |
| 5.   | Arianna Follis         | 908    |
| 6.   | Kristin Størmer Steira | 892    |
| 7.   | Riitta-Liisa Roponen   | 788    |
| 8.   | Charlotte Kalla        | 654    |
| 9.   | Marianna Longa         | 646    |
| 10.  | Natalja Korostielowa   | 488    |
| ...  |                        |        |
| 91.  | Sylwia Jaśkowiec       | 20     |
| 103. | Kornelia Marek         | 13     |

| Lp. | Zawodniczka            | Punkty |
| --- | ---------------------- | ------ |
| 1.  | Justyna Kowalczyk      | 929    |
| 2.  | Marit Bjørgen          | 636    |
| 3.  | Kristin Størmer Steira | 568    |
| 4.  | Charlotte Kalla        | 493    |
| 5.  | Riitta-Liisa Roponen   | 477    |
| 6.  | Aino-Kaisa Saarinen    | 466    |
| 7.  | Arianna Follis         | 429    |
| 8.  | Petra Majdič           | 425    |
| 9.  | Irina Chazowa          | 392    |
| 10. | Marianna Longa         | 383    |
| ... |                        |        |
| 65. | Sylwia Jaśkowiec       | 20     |
| 79. | Kornelia Marek         | 13     |

| Lp. | Zawodniczka          | Punkty |
| --- | -------------------- | ------ |
| 1.  | Justyna Kowalczyk    | 575    |
| 2.  | Marit Bjørgen        | 484    |
| 3.  | Petra Majdič         | 446    |
| 4.  | Aino-Kaisa Saarinen  | 399    |
| 5.  | Hanna Falk           | 338    |
| 6.  | Ida Ingemarsdotter   | 336    |
| 7.  | Vesna Fabjan         | 319    |
| 8.  | Natalja Korostielowa | 272    |
| 9.  | Magda Genuin         | 215    |
| 10. | Arianna Follis       | 195    |

### Mężczyźni
| Lp.  | Zawodnik          | Punkty |
| ---- | ----------------- | ------ |
| 1.   | Petter Northug    | 1621   |
| 2.   | Lukáš Bauer       | 1021   |
| 3.   | Marcus Hellner    | 985    |
| 4.   | Dario Cologna     | 885    |
| 5.   | Maurice Manificat | 580    |
| 6.   | Emil Jönsson      | 554    |
| 7.   | Axel Teichmann    | 541    |
| 8.   | Maksim Wylegżanin | 532    |
| 9.   | Vincent Vittoz    | 515    |
| 10.  | Giorgio Di Centa  | 501    |
| ...  |                   |        |
| 110. | Maciej Kreczmer   | 35     |
| 131. | Janusz Krężelok   | 20     |
| 157. | Mariusz Michałek  | 10     |

| Lp.  | Zawodnik          | Punkty |
| ---- | ----------------- | ------ |
| 1.   | Petter Northug    | 749    |
| 2.   | Lukáš Bauer       | 563    |
| 3.   | Marcus Hellner    | 483    |
| 4.   | Dario Cologna     | 384    |
| 5.   | Vincent Vittoz    | 373    |
| 6.   | Giorgio Di Centa  | 340    |
| 7.   | Maksim Wylegżanin | 337    |
| 8.   | Maurice Manificat | 334    |
| 9.   | Matti Heikkinen   | 323    |
| 10.  | Axel Teichmann    | 319    |
| ...  |                   |        |
| 94.  | Janusz Krężelok   | 13     |
| 103. | Mariusz Michałek  | 10     |
| 111. | Maciej Kreczmer   | 5      |

| Lp. | Zawodnik            | Punkty |
| --- | ------------------- | ------ |
| 1.  | Emil Jönsson        | 506    |
| 2.  | Petter Northug      | 352    |
| 3.  | Aleksiej Pietuchow  | 347    |
| 4.  | Andrew Newell       | 313    |
| 5.  | Ola Vigen Hattestad | 312    |
| 6.  | Nikita Kriukow      | 307    |
| 7.  | John Kristian Dahl  | 296    |
| 8.  | Nikołaj Moriłow     | 286    |
| 9.  | Anders Gløersen     | 264    |
| 10. | Jesper Modin        | 232    |
| ... |                     |        |
| 63. | Maciej Kreczmer     | 30     |
| 96. | Janusz Krężelok     | 7      |

### Puchar Narodów
| Lp. | Państwo    | Punkty |
| --- | ---------- | ------ |
| 1.  | Norwegia   | 4650   |
| 2.  | Rosja      | 3521   |
| 3.  | Szwecja    | 3258   |
| 4.  | Finlandia  | 3215   |
| 5.  | Włochy     | 2730   |
| 6.  | Polska     | 2155   |
| 7.  | Słowenia   | 1890   |
| 8.  | Niemcy     | 1855   |
| 9.  | Francja    | 613    |
| 10. | Kazachstan | 531    |

| Lp. | Państwo    | Punkty |
| --- | ---------- | ------ |
| 1.  | Norwegia   | 5249   |
| 2.  | Rosja      | 4180   |
| 3.  | Szwecja    | 3535   |
| 4.  | Niemcy     | 2453   |
| 5.  | Włochy     | 2226   |
| 6.  | Francja    | 1864   |
| 7.  | Szwajcaria | 1729   |
| 8.  | Finlandia  | 1543   |
| 9.  | Czechy     | 1335   |
| 10. | Kanada     | 848    |
| ... |            |        |
| 17. | Polska     | 109    |

## Starty Polaków

### Kobiety
| Zawodnik     | Beitostølen 21.11 | Ruka 28.11 | Ruka 29.11 | Düsseldorf 5.12 | Davos 12.12 | Davos 13.12 | Rogla 19.12 | Rogla 19.12 | Oberhof 1.01 | Oberhof 2.01 | Oberhof 3.01 | Praga 4.01 | 6.01 | Dobbiaco 7.01 | Val di Fiemme 9.01 | Val di Fiemme 10.01 | TdS | Otepää 16.01 | Otepää 17.01 | Rybińsk 22.01 | Rybińsk 23.01 | Canmore 6.02 | Canmore 7.02 | Lahti 06.03 | Drammen 11.03 | Oslo 13.03 | Oslo 14.03 | Sztokholm 17.03 | Falun 19.03 | Falun 20.03 | Falun 21.03 | Finał PŚ 17-21.03 |
| J. Kowalczyk | 12                | 1          | 7          | –               | 9           | 26          | 2           | 1           | 3            | 1            | 2            | 19         | 3    | 1             | 23                 | 4                   | 1   | 1            | 7            | 3             | 1             | 2            | 1            | 2           | 6             | –          | 4          | 2               | 1           | 12          | 6           | 2                 |
| S. Jaśkowiec | 23                | 58         | 68         | –               | 53          | 39          | 47          | 32          | –            | –            | –            | –          | –    | –             | –                  | –                   | –   | 31           | DQ           | –             | –             | 33           | 52           | –           | –             | 19         | 51         | –               | –           | –           | –           | –                 |
| K. Marek     | 65                | 60         | 50         | –               | 61          | 72          | 54          | 53          | –            | –            | –            | –          | –    | –             | –                  | –                   | –   | 23           | 43           | –             | –             | 26           | –            | –           | –             | –          | –          | –               | –           | –           | –           | –                 |
| P. Maciuszek | 68                | –          | 52         | –               | 49          | 75          | 61          | 52          | –            | –            | –            | –          | –    | –             | –                  | –                   | –   | 34           | 50           | –             | –             | 35           | –            | –           | –             | DS         | –          | –               | –           | –           | –           | –                 |

### Mężczyźni
| Zawodnik    | Beitostølen 21.11 | Ruka 28.11 | Ruka 29.11 | Düsseldorf 5.12 | Davos 12.12 | Davos 13.12 | Rogla 19.12 | Rogla 19.12 | Oberhof 1.01 | Oberhof 2.01 | Oberhof 3.01 | Praga 4.01 | 6.01 | Dobbiaco 7.01 | Val di Fiemme 9.01 | Val di Fiemme 10.01 | TdS | Otepää 16.01 | Otepää 17.01 | Rybińsk 22.01 | Rybińsk 23.01 | Canmore 6.02 | Canmore 7.02 | Lahti 06.03 | Drammen 11.03 | Oslo 13.03 | Oslo 14.03 | Sztokholm 17.03 | Falun 19.03 | Falun 20.03 | Falun 21.03 | Finał PŚ 17-21.03 |
| M. Kreczmer | 26                | 65         | 32         | 37              | 45          | 44          | 16          | –           | –            | –            | –            | –          | –    | –             | –                  | –                   | –   | DS           | 37           | –             | –             | 61           | 27           | –           | 37            | –          | 20         | –               | –           | –           | –           | –                 |
| J. Krężelok | 53                | 54         | 18         | 34              | 59          | 65          | 24          | –           | –            | –            | –            | –          | –    | –             | –                  | –                   | –   | 33           | 36           | –             | –             | 44           | 34           | –           | –             | –          | –          | –               | –           | –           | –           | –                 |
| M. Michałek | 87                | 84         | 93         | –               | 78          | 88          | –           | –           | –            | –            | –            | –          | –    | –             | –                  | –                   | –   | –            | –            | –             | –             | –            | –            | 21          | –             | 37         | –          | –               | –           | –           | –           | –                 |
| M. Nuciak   | –                 | –          | –          | –               | –           | –           | –           | –           | –            | –            | –            | –          | –    | –             | –                  | –                   | –   | –            | –            | 39            | –             | –            | –            | –           | –             | –          | –          | –               | –           | –           | –           | –                 |
| R. Węgrzyn  | –                 | –          | –          | –               | –           | –           | –           | –           | –            | –            | –            | –          | –    | –             | –                  | –                   | –   | –            | –            | 42            | –             | –            | –            | –           | –             | –          | –          | –               | –           | –           | –           | –                 |

Legenda: DS = nie wystartował, DF = nie ukończył, DQ = zdyskwalifikowany